# Michael Laudrup
Michael Laudrup, född 15 juni 1964 i Frederiksberg, är en dansk tidigare fotbollsspelare och numera tränare, allmänt ansedd som Danmarks bästa fotbollsspelare genom tiderna. Laudrup var spelföraren i det danska "dynamit"-landslag som under Sepp Piontek tog dansk fotboll till nya höjder i och med framgångarna i EM 1984 och VM 1986. 
På klubblagsnivå vann Laudrup förutom en mängd olika cuptitlar också ligatitlar i tre olika länder med Juventus, Barcelona, Real Madrid och Ajax. Europacupsegern 1992 med Barcelona blev höjdpunkten på klubblagskarriären.
Som tränare har Laudrup bland annat vunnit ligan i Danmark och FA-cupen i England.
Michael Laudrup är bror till tillika före detta fotbollsspelaren Brian Laudrup och son till Finn Laudrup.

## Spelarkarriär
Michael Laudrup slog igenom i EM 1984 då Danmark nådde semifinal. Den tekniske mittfältaren kom att utvecklas till en av dansk fotbolls stora stjärnor och spelade i Europas största klubbar. Laudrup var en av kuggarna i det danska landslaget 1986 som under gruppspelet i VM i Mexico gjorde succé, men som sedan åkte ut mot Spanien. En kontrovers med landslagsledningen gjorde att Laudrup under en tid bojkottade landslagsspel och han var därför inte med i det danska lag som vann EM 1992.
Laudrup kom dock tillbaka i landslaget och gjorde en bejublad avslutning i och med VM 1998.
Under 2006 blev Laudrup utnämnd till Danmarks bästa fotbollsspelare genom tiderna.

## Tränarkarriär
Efter den aktiva karriären arbetade Laudrup som assisterande förbundskapten till Morten Olsen i det danska landslaget. 2002 tog han över som huvudtränare i Brøndby IF för att 2007 gå vidare till den spanska klubben Getafe CF i spanska ligan. 
12 september 2008 blev Laudrup ny chefstränare för den ryska storklubben FC Spartak Moskva.
Den 2 juli 2010 rekryterades Laudrup som ny chefstränare i den spanska La Liga-klubben RCD Mallorca.
Den 15 juni 2012 blev han utnämnd till chefstränare för Premier League-klubben Swansea City. Hans första säsong i klubben blev mycket framgångsrik med ligacupvinst och en niondeplats i Premier League. Hans andra säsong gick dock tyngre och han fick lämna den 4 februari 2014. 
Den 30 juni 2014 utnämndes Laudrup till chefstränare för det qatariska mästarlaget Lekhwiya SC. Han ledde laget till ett qatariskt mästerskap, vann qatarske cupen och nådde kvartsfinal i asiatiska AFC Champions League-turneringen, men valde ändå att säga upp sig efter endast en säsong. Den 3 oktober 2016 presenterades Laudrup som chefstränare för qatariska storlaget Al Rayyan SC.

## Spelarstatistik
| Klubb            | Säsong            | Inhemsk liga      | Inhemsk liga | Inhemsk liga | Nat. täv. | Nat. täv. | Internat. täv. | Internat. täv. | Totalt | Totalt |
| Klubb            | Säsong            | Serie             | SM           | Mål          | SM        | Mål       | SM             | Mål            | SM     | Mål    |
| ---------------- | ----------------- | ----------------- | ------------ | ------------ | --------- | --------- | -------------- | -------------- | ------ | ------ |
| KB               | 1981              | Div. 1            | 14           | 3            | 0         | 0         | 0              | 0              | 14     | 3      |
| KB               | Totalt i klubblag | Totalt i klubblag | 14           | 3            | 0         | 0         | 0              | 0              | 14     | 3      |
| Brøndby IF       | 1982              | Div. 1            | 24           | 15           | 0         | 0         | 0              | 0              | 24     | 15     |
| Brøndby IF       | 1983              | Div. 1            | 14           | 8            | 0         | 0         | 0              | 0              | 14     | 8      |
| Brøndby IF       | Totalt i klubblag | Totalt i klubblag | 38           | 23           | 0         | 0         | 0              | 0              | 38     | 23     |
| SS Lazio         | 1983–1984         | Serie A           | 30           | 8            | 5         | 0         | 0              | 0              | 35     | 8      |
| SS Lazio         | 1984–1985         | Serie A           | 30           | 1            | 5         | 3         | 0              | 0              | 35     | 4      |
| SS Lazio         | Totalt i klubblag | Totalt i klubblag | 60           | 9            | 10        | 3         | 0              | 0              | 70     | 12     |
| Juventus FC      | 1985–1986         | Serie A           | 29           | 7            | 6         | 2         | 6              | 2              | 41     | 11     |
| Juventus FC      | 1986–1987         | Serie A           | 20           | 3            | 6         | 1         | 4              | 5              | 30     | 9      |
| Juventus FC      | 1987–1988         | Serie A           | 28           | 0            | 7         | 2         | 4              | 2              | 39     | 4      |
| Juventus FC      | 1988–1989         | Serie A           | 26           | 6            | 7         | 2         | 8              | 3              | 41     | 11     |
| Juventus FC      | Totalt i klubblag | Totalt i klubblag | 103          | 16           | 26        | 7         | 22             | 12             | 151    | 35     |
| FC Barcelona     | 1989–1990         | La Liga           | 32           | 3            | 7         | 2         | 3              | 1              | 42     | 6      |
| FC Barcelona     | 1990–1991         | La Liga           | 30           | 9            | 5         | 2         | 7              | 0              | 42     | 11     |
| FC Barcelona     | 1991–1992         | La Liga           | 36           | 13           | 2         | 2         | 11             | 3              | 49     | 18     |
| FC Barcelona     | 1992–1993         | La Liga           | 37           | 10           | 4         | 4         | 4              | 0              | 45     | 14     |
| FC Barcelona     | 1993–1994         | La Liga           | 31           | 5            | 1         | 0         | 6              | 1              | 38     | 6      |
| FC Barcelona     | Totalt i klubblag | Totalt i klubblag | 166          | 40           | 19        | 10        | 31             | 5              | 216    | 55     |
| Real Madrid      | 1994–1995         | La Liga           | 33           | 4            | 2         | 1         | 5              | 2              | 40     | 7      |
| Real Madrid      | 1995–1996         | La Liga           | 29           | 8            | 0         | 0         | 7              | 0              | 36     | 8      |
| Real Madrid      | Totalt i klubblag | Totalt i klubblag | 62           | 12           | 2         | 1         | 12             | 2              | 76     | 15     |
| Vissel Kobe      | 1996              | JFL               | 12           | 5            | 3         | 2         | 0              | 0              | 15     | 7      |
| Vissel Kobe      | 1997              | J. League 1       | 3            | 0            | 6         | 1         | 0              | 0              | 9      | 1      |
| Vissel Kobe      | Totalt i klubblag | Totalt i klubblag | 15           | 5            | 9         | 3         | 0              | 0              | 24     | 8      |
| AFC Ajax         | 1997–1998         | Eredivisie        | 21           | 11           | 0         | 0         | 5              | 2              | 26     | 13     |
| AFC Ajax         | Totalt i klubblag | Totalt i klubblag | 21           | 11           | 0         | 0         | 5              | 2              | 26     | 13     |
| Totalt i karriär | Totalt i karriär  | Totalt i karriär  | 479          | 119          | 66        | 24        | 70             | 21             | 615    | 164    |

## Meriter

### Som spelare

#### I klubblag
Juventus FC
- Interkontinentala cupen (1): 1985
- Serie A (1): 1985/86

 FC Barcelona
- Copa del Rey (1): 1989/90
- La Liga (4): 1990/91, 1991/92, 1992/93, 1993/94
- Supercopa de España (2): 1991, 1992
- Europacupen (1): 1991/92
- Uefa Super Cup (1): 1992

 Real Madrid CF
- La Liga (1): 1994/95

 AFC Ajax
- Eredivisie (1): 1997/98
- KNVB Cup (1): 1997/98

#### I landslag
Danmark
- Confederations Cup (1): 1995
- Spel i EM 1984 (semifinal), EM 1988 (gruppspel), EM 1996 (gruppspel)
- Spel i VM 1986 (åttondelsfinal), VM 1998 (kvartsfinal)
- 104 landskamper, 37 mål

#### Individuellt
- Årets fotbollsspelare i Danmark (2): 1982, 1985
- Don Balón award som bästa utländska spelare i La Liga (1): 1991/92
- FIFAs Årets XI, reserv: 1996
- FIFAs VM All star team: 1998
- Bästa utländske spelare i spansk fotboll de senaste 25 åren (1974–1999)
- Uefa Golden Player (Största danska fotbollsspelaren senaste 50 åren): 2003
- Utvald till FIFA 100, en lista av Pelé: 2004
- Utsedd till århundrandets bästa spelare i Danmark 2006[5]
- Skandinaviens bästa spelare genom alla tider: 2015 (Omröstning i samarbete med Aftonbladet och Verdens gang)
- Med på World Soccer Magazines lista "The Greatest Players of the 20th century" (De största spelarena på 1900-talet)
- Invald i det danska fotbollförbundets "Fodboldens Hall of Fame" 2006[5]

### Som tränare

#### I klubblag
Brøndby IF
- Danska supercupen (1): 2002
- Danska cupen (2): 2002/03, 2004/05
- Superligaen (1): 2004/05

 Swansea City
- Ligacupen (1): 2012/13

 Lekhwiya SC
- Qatar Stars League (1): 2014/15
- Qutar Crown Prince Cup (1): 2014/15

#### Individuellt
- Årets tränare i Danmark (2): 2002/03, 2004/05

### Övrigt
- Dannebrogorden: 2000 (Riddarorden instiftad 1671)